# منتخب هولندا تحت 20 سنة لكرة الطائرة للسيدات
منتخب هولندا تحت 20 سنة لكرة الطائرة للسيدات هو ممثل هولندا الرسمي في المنافسات الدولية في كرة طائرة في فئة كرة الطائرة للسيدات تحت 20 سنة.